# Leonard Hatton
Leonard William Hatton Jr.  (Ridgefield Park, 16 de agosto de 1956 - Nueva York, 11 de septiembre de 2001) fue un agente especial del FBI. Murió durante los Atentados del 11 de septiembre de 2001, al entrar en una de las torres para ayudar a evacuar a las víctimas y permanecer en ella durante su derrumbe.

## Primeros años y educación
Leonard W. Hatton Jr. nació en Ridgefield Park, Nueva Jersey, siendo hijo de Marilyn Hatton y Leonard Hatton, que era un policía de Ridgefield. Asistió al instituto de educación secundaria de Ridgefield y asistió a la universidad estatal de Nueva Jersey, y allí, obtuvo el bachillerato en justicia criminal. Poco después, mientras se encontraba en el Cuerpo de Marines de los Estados Unidos, se graduó en la rama de ciencia forense en la Universidad Nacional de California. Se casó con su novia del instituto y tuvo cuatro hijos.

## Carrera
En 1985, Hatton comenzó a trabajar con el FBI en Nueva Orleans, y trabajó brevemente en una pequeña oficina de Luisiana. En 1991, se le asignó la ciudad de Nueva York como miembro de un equipo de investigación que estaba tratando de resolver el caso del robo de un banco. El principal trabajo de Leonard Hatton en el FBI era el de especialista en explosivos y recuperador de pruebas, donde trabajó hasta su muerte. Participó en la investigación de los Atentado del World Trade Center de 1993, los atentados terroristas a las embajadas estadounidenses en 1998 y el Atentado contra el USS Cole en 2000. Tres meses antes de los atentados del 11 de septiembre, testificó en un juicio contra un terrorista islámico de Al Qaeda.

### Atentados del 11 de septiembre de 2001
Durante la mañana del 11 de septiembre de 2001, Hatton se encontraba de camino al trabajo cuando vio que la torre norte del World Trade Center se encontraba en llamas después de haberse estrellado un avión contra ella. De acuerdo a los testigos, acudió en ayuda de las víctimas. De acuerdo a su propia iniciativa, se dirigió a la torre norte, situándose en la azotea del Hotel Marriot (WTC 3). Desde la azotea del mismo contempló como civiles saltaban desde la torre norte, algo que comunicó por radio. También informó que un segundo avión se había estrellado contra la otra torre. Debido a que estaban cayendo escombros, abandonó la azotea y se unió al Departamento de Bomberos de la Ciudad de Nueva York en la acción de evacuar a los civiles atrapados dentro de la segunda torre. Un superviviente civil dijo a los investigadores que Hatton le guio hasta un lugar seguro y después regresó a la torre norte. Cuando se le preguntó a Hatton a dónde regresaba, contestó que regresaba al edificio. Hatton permaneció en la torre sur hasta que el edificio se derrumbó, matándolo a él y a otras 2605 personas que se encontraban en las mismas.

## Legado
En el National September 11 Memorial & Museum, Hatton es mencionado en el panel S-26 de la torre sur. En 2002, se creó el torneo de golf Leonard W. Hatton. A fecha de junio de 2015, este torneo recaudó 373.200 dólares.